# Ananda Paixão
Ananda Paixão (Recife, 9 de Outubro de 1997),  é uma cantora e compositora brasileira.
Nascida em Recife e com passagens por Brasília, Santa Catarina e Rio de Janeiro, Ananda Paixão é “do Brasil”, como ela mesma diz. Suas pontes aéreas sempre tiveram um desejo: viver da arte. Bailarina desde os 3, a artista se destacou na Escola do Teatro Bolshoi no Brasil em Joinville (SC), a única filial do famoso teatro de Moscou. Depois de estudar dança e artes cênicas, ela enveredou para a música em 2017 e nunca mais saiu. Preparando seu primeiro álbum de estúdio com os grandes produtores do pop nacional Ruxell, Pablo Bispo e Tap, Ananda Paixão lançou seu single de estreia "Arretada" em novembro de 2022, que faz parte deste projeto e estreou no pop nacional. Seu clipe no YouTube une suas raízes nordestinas e sua trajetória no balé em um som único, regional e global ao mesmo tempo. 

## Carreira

### 2022–presente:Era "Arretada"
A artista nascida em Recife prepara seu primeiro álbum com os produtores Ruxell, Pablo Bispo e Tap. O primeiro single desse projeto é “Arretada”, disponibilizado em novembro de 2022 para marcar a estreia da jovem na cenário pop nacional. Na faixa, com elementos do Nordeste brasileiro e sonoridades do pop, a pernambucana se mostra uma mulher energética, forte e sensual: “Sou mulher da peste, ninguém me segura / Cajuzinho, você não vai ter desculpa / O meu gingado vai tá na boca do povo / Vem aqui que eu vou te dominar / Arretada! / Valho nada”.
"Levanta O Copo", segundo single da carreira da cantora e compositora pernambucana Ananda Paixão, foi lançado em janeiro de 2023. "Levanta O Copo" é, de acordo com a própria artista, solar, pra cima e muito dançante. Para ela, a canção está no clima do Carnaval e, exatamente por isso, decidiu lança-la no momento próximo a data da maior festa popular do Brasil. A faixa, com produção de  Ruxell, Pablo Bispo e Sérgio Santos, chega após o sucesso incontestável da primeira, "Arretada", que somou um grande número de visualizações, apenas no YouTube.  Levanta o Copo foi a primeira música que Ananda compôs na vida. Em 2017, uma amiga sua terminou um relacionamento tóxico, em que não podia sair para se divertir, e logo após o rompimento ligou para Ananda dizendo: ‘escolhe um bar pra gente comemorar’. No banho, antes de encontrá-la, a artista escreveu o início da canção: “escolhe o bar, é só dizer que eu vou / Meu ex tá no passado, agora eu não quero amor”.
Na época em que escreveu “Levanta O Copo”, o feminejo estava em alta, então essa referência estava muito clara no beat. Mas, em 2022, a faixa passou por alguns ajustes até chegar na versão final. Na época da composição de "Levanta O Copo", Ananda estava fazendo aula de canto e mostrou essa letra para seu professor, Diego Timbó. Timbó a levou para conhecer os produtores Ruxell, Pablo Bispo e Sérgio Santos e a música nasceu no estúdio.
Em março de 2023, Ananda liberou o primeiro "feat" da carreira, o single “No Game“, em parceria com o cantor Fraga. A música chegou em todos os tocadores digitais e com clipe em seu canal oficial do YouTube no mesmo dia. Depois de sucesso de “Arretada”, o primeiro single que mostrou sua origem nordestina em um clipe que já soma quase 400 mil views no YouTube, e o do lançamento de “Levanta O Copo”, música que também traz essa temática de uma mulher forte e independente, “No Game” traz uma estética mais densa. Junto com o cantor Fraga – artista independente da cena do R&B -, Ananda versa sobre a dificuldade de esquecer uma pessoa que marcou sua vida. O single explora sonoridades do afrobeat, deixando a música ainda mais profunda e sensual.

## Biografia

### Primeiros anos
Ela nasceu no Recife, morou em Brasília, em duas passagens totalizando oito anos, teve o tempo em Joinville e, atualmente, reside no Rio de Janeiro. Desde muito nova ela mergulhou de cabeça na área e tentou de tudo. Passou anos no Ballet Bolshoi de Joinville, estudou para ser atriz, tanto de teatro quanto de cinema, no Rio de Janeiro, até se encontrar na música.
Ananda uniu a dança e a música para fazer o que mais gosta: música pop. Sempre cantou, desde pequena, chegando a fazer testes para musicais quando tinha oito anos, antes de passar para o Bolshoi. Mas, a principio, o canto era um hobby e a dança era o mundo para ela. Paixão se descobriu compositora de músicas aos 18 anos e a partir daí o canto deixou de ser um hobby e a mesma passou a sonhar em ser cantora. Até que, aos 22 anos, entrou de cabeça no mundo da música e desenvolveu o seu trabalho como cantora e compositora e conseguiu incorporar nele todos os anos na dança, afinal, ela é uma cantora pop.
A cantora decidiu sair do balé clássico profissional com 15 anos de idade porque já não era uma realidade para o seu perfil físico na época, mas nunca deixou de dançar. Ela diz que foi explorar outros ritmos, como a dança de salão e o hip hop. E quando se descobriu compositora com 18 anos, entendeu que poderia trazer todos os seus anos de experiência na dança para o seu trabalho na música. “Arretada” é a sua porta de entrada para o mercado musical nacional. Ananda diz que essa música tem muito de dela, é como ela quero ser conhecida. Quando falam em “Patroa”, pensamos na Anitta; “Braba”, lembramos da Luísa Sonza; pois quando pensarem em “Arretada”, ela quer que lembrem de dela. “Arretada” é uma música linda que fala sobre o que é ser uma mulher potente, tem muitas referências das suas raízes, como a sanfona, o pífano, o som pop e a dança.
Sobre suas inspirações, Ananda diz que inspiração pode vir de muitos lugares. Histórias a inspiram, filmes, outras músicas, documentários, estar perto da água para ela é inspirador. O mar, cachoeira, até o chuveiro. Para as suas músicas, ela tenta sempre trazer alguma história que tenha acontecido com ela mesma ou que tenha inventado na sua cabeça.

### Vida pessoal
Ananda ama se arrumar, não é de usar maquiagem carregada mas está sempre de olho nas tendências de beleza e da moda. Uma das suas preferidas é a pele "glow", com essa pegada de praia bem natural. Todo dia ela faz seu "skin care" e sempre se alimentei e se exercitou muito bem. Hoje preza muito pela sua saúde – pelos altos e baixos que já teve – e acredita que consegue achar um ponto de equilíbrio onde se sinta muito bem esteticamente e faz as coisas por prazer, e não por obrigação.
Sobre a moda se inserir no seu trabalho, Ananda diz que moda é arte e com isso é uma das formas de expressar a sua verdade, então todo clipe que ela imagino, toda música que ela escreve tem uma estética por trás e a roupa é uma das formas de entrar naquele determinado universo, tão importante pra ela como a música. Paixão acompanha as tendências de moda e tem referências, como Bruna Marquezine, Dua Lipa, Zendaya, Rihanna, Livia Marques. Tenta sempre encaixar as tendências na sua estética, na sua verdade para aquele momento, acredita que quando consegue incorporar o que tá em alta de uma forma única, aquilo se torna uma marca sua.

### Vitória depois do câncer
Durante três anos, a cantora Ananda Paixão consultou vários médicos para descobrir a causa de seus problemas intestinais: sangue e muco nas fezes e até 15 evacuações por dia. Não foram poucas vezes que usou pomadas e tomou banhos de assento, que proporcionavam apenas um alívio temporário. Finalmente, ela venceu a vergonha, se abriu com um amigo médico que a aconselhou a procurar um gastroenterologista. O exame de colonoscopia revelou um câncer de reto — algo raro para uma moça de 23 anos. Depois de uma cirurgia e várias sessões de radioterapia e quimioterapia, Ananda venceu o câncer e está incentivando as pessoas com problemas semelhantes a superar o medo de falar sobre um assunto tão sensível.
O pior, no caso de Ananda, foi descobrir o câncer em estágio 3. No mesmo dia, soube ainda que não poderia ser mãe por meios naturais, porque o tratamento por radiação levaria à falência de seus ovários. Por uns minutos, a artista disse que seu mundo caiu, mas depois se recuperou e perguntou qual a porcentagem de cura. Quando soube que deveria passar por um ano de tratamento, que lhe proporcionaria grandes chances de vencer o câncer, respondeu: “Então vamos embora, não há o que fazer!” Antes das sessões de radioterapia, a cantora congelou seus óvulos. Em meio ao tratamento, usou por quatro meses uma bolsa de colostomia, que retirou em janeiro de 2022. Meses depois, descobriu uma metástase no fígado, removido por ablação — técnica que destrói o tumor hepático. Hoje, ela passa pela menopausa precoce. Mas nem todos esses obstáculos, tiram sua alegria de viver. Para manter a saúde, a ex bailarina do Bolshoi pratica atividade física e mantém uma dieta balanceada, sem carne vermelha, açúcar e álcool.

## Discografia
- Arretada (2022) - Single
- Levanta O Copo (2023) - Single
- No Game (2023) - Single
- Barman (2023) - Single
- Caju Na Cachaça (2023) - Single
- Muvuka (2024) - Single
- Mabuia (2024) - Single
- Deixa em Offline (2024) - Single
- Só Por Essa Noite (2024) - Single
- Emocionada (2024) - Single